# Nikolaï Alexandrovitch Zoubov
Pour les articles homonymes, voir Nikolaï Zoubov et Zoubov.
Nikolaï Alexandrovitch Zoubov (en russe : Николай Александрович Зубов), né le 24 avril 1763 et mort le 9 août 1805, est un militaire et aristocrate russe. Issu de la famille Zoubov, il est avec le comte Pahlen à l'origine de la conspiration qui aboutira à l'assassinat du tsar Paul Ier de Russie.